# 俠義少年王
《俠義少年王》（遮那王義経）是漫畫家澤田博文所畫的歷史漫畫。在月刊少年Magazine上連載。2004年，獲得第28回講談社漫畫賞少年部門受賞作品。單行本全22集。
源平合戰以後的故事，在新作《俠義少年王 源平合戰》（遮那王義経 源平の合戦）登場。

## 大要
在神社的床底下發現古文書。裡面的內容記載了牛若丸的事情，令人驚訝的居然是紀載牛若丸16歲時就會死掉。那是個現在都沒有人知道的「另一個義經傳說」。
時間在平安時代末期，平氏全盛的時代。旅行藝人漂太，接受成為與自己外表相像的「牛若丸」的替身。從這個時刻起，各種不幸的命運降臨到漂太身上。

## 主要登場人物
源義經（漂太、遮那王）
主角。其實並不是源義朝的九男，真實身分是個棄兒，每天表演賺錢的藝人。身體非常輕盈，雖然是個孩子，卻能夠出色的表現驚人的雜技。真正的本名叫漂太。
外表跟牛若丸很相像，被常磐御前邀清作為替身住進藤原家成的住所。漂太自己也很高興的接受了。在那裡，引起了各種騷動，也孕育了與牛若丸的友情，常盤御前也當作是自己真正的親生兒子看待。
之後，作為牛若丸的替身被清盛懲罰進去鞍馬寺成為和尚。在寺裡，以毘盧遮那佛取名為「遮那王」。在那之後與第一個朋友武藏坊辨慶相遇。
在平氏不斷的威脅下在寺裡成長，直到牛若丸生病倒下，繼承打倒平氏的意志後從鞍馬寺逃走，依靠與藤原長成藤有親戚關係的奥州藤原氏的棟梁藤原秀衡，與辨慶一起前往平泉。
途中，牛若以源義朝的「義」字，以及代表自己在鞍馬寺每天念著佛經的「經」字組合成「義經」作為自己元服後的名字。之後，都稱自己為義經。
個子很矮，如果被說出來就會被激怒。
牛若丸
「真正」的源義朝的九男。體弱多病，頭腦很好，多難的兵法書都看得懂。
七歲時，因為被平氏看守一部都不能離開住所（平常住所前面就有六波羅探題的手下看著不讓他逃跑）。為了打破這種情況，決定隱瞞藤原光仁。這段時間就由漂太當作替身留下。
本來應該是他成為源氏的一員打倒平氏的，但是因為病魔纏身於16歲死去無法完成這個夢想。他將生命當作賭注，把打倒平氏的夢想託付給漂太。
源頼朝
源義朝的三男。大哥源義平、二哥源朝長皆因為參與平治之亂而死，他變成現在源氏的棟樑。通常稱呼其官職位右兵衛權佐或佐大人。
本來參加了平治之亂是應該要被殺頭的，但是因為臉長得很像小時候就死去的平家盛，被清盛的岳母池禪尼（家盛之母）請求留下活口，最後雖然沒有被殺死，但被放逐到伊豆國的蛭之小島。
不過才14歲就失去父親與兄長，還被放逐，失去生存的希望，每天只是念著供養父親的經文，與監視他的伊東祐親的妹妹八重在一起，並生下千鶴丸後，慢慢知道生存的喜悅。但是，害怕平氏拿刀相向，伊東祐親卻將千鶴丸殺掉。對於自己的無能為力，憎恨平氏支配下的世界，發誓要將平氏打倒。
故事中，義經從鞍馬寺前往奧州途中時相會。
與義經一開始相遇時，表現出非常隨便的態度，令義經們很瞧不起，但都只是演技而已，只是想要試探義經誓言打倒平氏是否認真的。義經只從一點點的暗示就看穿賴朝的演技，令賴朝承認義經的優秀。
為了打倒平氏，精通各種兵法書，平常會準備好祖先傳下來的鎧甲與太刀。但是，在平氏的監視下只能放在那邊，為了避免啟人疑竇也沒有學習武藝。在外面不會帶著笨重的刀。
，忌憚義經的聲望，覺得公高震主後來因權力，及野心膨漲逐漸黑化，變得猜疑與瘋狂。
武藏坊弁慶
義經的最早的家臣。相遇是在鞍馬寺修行的時候。當時的名字叫鬼若丸。小時候，就有著不平常的巨大身材跟怪力，因為令人害怕都被叫作鬼，拳頭被繩子捆住「封印」住。義經一開始被他身大的身體嚇到，但再拿出勇氣靠近之後，恐怖的感覺完全就沒有了，兩人還成為好朋友。
因為害怕而一直欺負鬼若丸，與義經的相遇成了命中注定的事。擁有怪力，拿巨大的薙刀作戰。
盛
本名叫伊勢三郎能盛。出生自伊勢的縣官之家。實際上遇過源義朝，對源義朝很仰慕。遇過各式各樣的苦難，現在並不相信人，所以跑去當山賊，直到遇見義經才變成家臣。長期以來都在做山賊，口氣跟態度都很差。喜歡動物。
平清盛
原本只是貴族的看門狗，但手上卻擁有強大的權力，帶領平氏爬到世界頂單的棟樑。在那個時代被稱為「沒有平家一族，其他人就沒法生存」。
將牛若丸幽禁在住所的主謀。
對謠傳說自己的父親是白河天皇很介意，不知道自己的身世趕到很焦慮與空虛。另外，在不經意下親自照護因病倒下的牛若丸，還有受到平氏一族小孩與兄弟的愛慕與信賴，可以看到他人格中高尚的一面。
吉次
被長成請託，將牛若丸送到奧州。藤原秀衡的家臣，元六位的武士。具有識人的長才，對義經也能正確的判斷，一眼看出義經實際上是顆金剛石。少數知道義經＝漂太的秘密的人。在義經出兵之後，暗地裡幫忙義經一行人收集情報，與霞一同在富士山出現。
霞
小時候跟漂太一樣是雜耍師，以暗殺為業的女性。為了脫離這種生活，參與吉次與義經的護衛工作。等義經平安無事到達奧州之後，就回復自由之身，在旅店工作。義經出兵後，與吉次為了幫助義經一行人而出現在富士山。之後代替河越重頼的女兒(私奔)，嫁給義經，為郷御前。

### 替身期間
常盤御前
源義朝的側室，老公被殺掉後成為平清盛的愛妾。之後雖然沒詳細畫出，但已嫁給藤原長成。對漂太就像對牛若丸一樣，當作是自己小孩的愛護。
藤原長成
擔任大藏傾。對於沒有血源關係的漂太跟牛若丸，都當作是自己的孩子牽掛在心上。為了實現牛若丸的命想，幫助渡橋與其他東西。
赤華、泥鰍、大佛
賣藝團宣下一座的成員。之後，成為鞍馬寺的僧兵。
小鈴
賣藝團宣下一座的成員，唯一的女生。因此，要一起進入女性止步的鞍馬寺當僧兵是不可能的。但是，被舞技一流稱為白拍子的小礒遇到帶走了。之後成為歷史上的靜御前。
蜈蚣爺爺
賣藝團宣下一座，招集小孩的老爺爺。教導雜耍的技巧。已逝世，漂太們從出雲到京都的路上遇到了常盤御前。
紫蘭
住在長成家的陰陽師。有很強的占卜能力，因為她的能力找到了漂太。同時，也說中了牛若丸的壽命。
羽坂
養育牛若丸的老婆婆。對於漂太破天荒的行為，經常被嚇破膽。像是奶奶一樣的愛著牛若丸。
峨山直平
監視長成住所的頭頭，侍大將階級的男人。原本是源氏那邊的人，但是為了生存而改為服侍平氏。看出七歲的牛若丸（漂太）的資質，而拿命當作堵住。
五作
百姓。牛若丸們在他家成了麻煩。對錢貪得無厭，但心腸很好。

### 鞍馬寺期間
阿薺、阿鰤、小蜻蜓
請求進入鞍馬寺而在門口堅持跪好幾天的小孩們。在漂太的協助下，僧侶出了個「問題」，解出來才能進寺廟當小和尚。
少圓
守護鞍馬寺的僧兵。薙刀的高手。暴躁，實力僅次於了驗。因眼睛被倒住看不到被打到弱點而被激怒。
了驗
守護鞍馬寺的僧兵頭領。對調皮的遮那王感到煩惱而守護著。
連忍
擔任東光坊阿闍梨的僧侶。以前是源義朝的祈禱師。給予漂太「遮那王」的名字。
覺日
蓮忍的弟子。雙眼盲目，成為阿闍梨的僧侶。用心眼可以看見全部東西，用手摸紙就可以閱讀文字，漂太好幾次都被嚇破膽。漂太的老師。
吉兆丸
與漂太同坊修行的小和尚。年齡比漂太還要大一些。表裡不一，性格非常複雜。有一段期間被寺裡的貴族小孩欺負。
護法魔王
鞍馬山的天狗。真面目其實是峨山直平。不知道過了多少年，教授漂太劍技與戰鬥的心得，還有防禦的方法。知道真實身分後，答應當義經要成大業時必會幫助。
周建
漂太隔壁坊修行的小孩。事實上是被清盛命令來殺牛若丸的。暗殺失敗被清盛親手殺死。真正的名字叫「慎左」。
最上正房
周建的父親。因為清盛的命令，為了守護家門而前去殺掉漂太，反而被漂太說服，最上一族逃往東國。而正房自己，反而前去自殺真正的仇敵清盛，卻被警衛阻擋，只傷到清盛臉頰就氣絕身亡了。因為自己使得兩父子都死掉，使漂太對清盛的敵意更加堅定。
德子
到鞍馬寺參拜的少女。父親是平清盛，德子與漂太原來是敵人的關係，但兩人的交情卻很好。為了清盛的健康，來到了寺裡祈求清盛的病能後康復。之後，平氏為了提升自己的權勢，將她嫁給高倉天皇。第一次跟漂太相遇時送給漂太隨身的香包，為了回禮拼了命的闖入載送德子的車內，並留下自己雕的木娃娃。
小礒
舞技一流，被稱為白拍子。把梳子送給小鈴，但因為梳子的關係暴露小鈴是女生的身分。為了負起責任，把小鈴帶走了。

### 奧州期間
北條政子
現在監視賴朝行動的北條家北條時政的女兒。一開始誤信的流言，認為賴朝是個極惡之人。但是，在看靠本人後卻被賴朝的英姿一見鍾情，在知道流言是錯誤的以及本性後，變得完全的迷戀。
藤原秀衡
表面上遵從平氏，實際上有著平氏的勢力無法觸及的財力跟武力，是奧州藤原氏最有實力的人，能獨自與外國進行外交。義經的保護者。
阿杏
在藤原基成那裡工作的女雜工。吉次，半捉弄的提案將阿杏配給義經當俾女。做事非常不得要領，經常用錯方法，惹得義經們哭笑不得，但本人卻是很認真的。
佐藤繼信
奧州首屈一指的名門，佐藤家佐藤基治的嫡子。個性很溫和，即使惡言相向也不會生氣，但是只要聽到對主君藤原秀衡的壞話，二話不說就會將對方當場殺掉的忠誠感。
佐藤忠信
繼信的弟弟。力量與辨慶相當的一流武士，不管做什麼都無法超越哥哥，有著強烈的自卑心。與哥哥一樣對主君很忠誠。
水樹
繼信、中信的妹妹。一開始因為誤解而對義經有反感，之後化解誤會產生好感，最後演變成愛慕。在跟阿杏之間產生奇妙的友情。
佐藤元治
繼信、忠信、水樹的父親。剛毅的人品，對孩子所引起的事件，能夠面不改色的說出「去死」的人，但實際上卻是對孩子十分思念，注目著孩子的成長。
藤原基成
長成母親的堂兄弟，藤原忠隆之子，與長成是親戚。透過他，義經很成功的受到秀衡的庇護。擁有和善的心，溫暖的歡迎義經。
源範賴
以陸奧守藤原範季的外甥範光的名義到平泉拜訪，根據描繪義經的畫像在平泉尋找義經，一開始以為是清盛派來的刺客，真實身分卻是源義朝的六男，是賴朝與義經的同父異母兄弟。8歲時失去父親義朝，之後被範季扶養長大。因為源氏血脈而作為公欽扶養，過去經常與養母發生爭執，但是仍不敢忘記要鍛鍊武藝。很重視父親遺留下來的腰刀。與義經一起發誓打倒平家。

### 源平合戰篇
渡邊善
源頼政的郎黨，嵯峨源氏渡邊黨。
平教經
平教盛的次男，清盛的外甥。原來叫做國盛，之後改名為教經。
平維盛
平重盛的嫡子，清盛的孫子。
梶原景時
石橋山合戰時是平家的武將，是放走敵人賴朝的救命恩人，忌憚義經的聲望與之不和。
梶原景季
景時的兒子。

## 外部連結
- 東立出版社 （页面存档备份，存于）
- （日語）月刊少年Magazine
- （日語）澤田博文 - 個人網站 （页面存档备份，存于）